# نيلس توماس
نيلس توماس (بالنرويجية: Nils Thomas)‏ (و. 1889 – 1979 م) هو متسابق يخت نرويجي، ولد في أوسلو، شارك في الألعاب الأولمبية الصيفية 1920، توفي عن عمر يناهز 90 عاماً.

## روابط خارجية
- نيلس توماس على موقع أوليمبيديا (الإنجليزية)